# Чемпіонат світу з футболу 1966 (група 4)
Матчі Групи 4 чемпіонату світу з футболу 1966 відбувалися з 12 по 20 липня 1966 року. Учасниками змагання в групі були збірні Чилі, СРСР, Італії і КНДР. Переможцями групи стали радянські футболісти, а другим учасником стадії плей-оф з Групи 4 неочікувано став дебютант світових першостей збірна КНДР.

## Турнірне становище
| Поз | Команда        | І | В | Н | П | ГЗ | ГП | ГС    | О | Кваліфікація            |
| --- | -------------- | - | - | - | - | -- | -- | ----- | - | ----------------------- |
| 1   | СРСР           | 3 | 3 | 0 | 0 | 6  | 1  | 6,000 | 6 | Вихід до стадії плей-оф |
| 2   | Північна Корея | 3 | 1 | 1 | 1 | 2  | 4  | 0,500 | 3 | Вихід до стадії плей-оф |
| 3   | Італія         | 3 | 1 | 0 | 2 | 2  | 2  | 1,000 | 2 |                         |
| 4   | Чилі           | 3 | 0 | 1 | 2 | 2  | 5  | 0,400 | 1 |                         |

## Матчі

### СРСР — КНДР
Рядянські футболісти змогли конвертувати свою ігрову перевагу у забитий гол на початку другої третини гри, коли Едуард Малофєєв замкнув на ближній стійці простріл від Анатолія Банішевського. Суперники не встигли оговтатися від пропущеного гола, як за декілька хвилин вже сам Банішевський подвоїв перевагу команди СРСР, пробивши головою після навісу зі штрафного від Ігора Численка. Остаточний рахунок гру було встановлено за дві хвилини до її завершення, коли Малофєєв відкрився під передачу від Йожефа Сабо, прийняв м'яч на груди і вдруге за гру вразив ворота азійської команди.
| 12 липня 1966 19:30 UTC+1 |

| СРСР                               | 3–0      | Північна Корея |
| ---------------------------------- | -------- | -------------- |
| Малофєєв 31', 88' Банішевський 33' | Протокол |                |

| Ейрсом Парк, Мідлсбро Глядачів: 23,006 Арбітр: Хуан Гардеасабаль Гарай (Іспанія) |

| ВР                      | 21 | Кавазашвілі Анзор Амберкович       |
| ЗХ                      | 4  | Пономарьов Володимир Олексійович   |
| ЗХ                      | 6  | Шестерньов Альберт Олексійович (к) |
| ЗХ                      | 7  | Хурцилава Муртаз Калістратович     |
| ЗХ                      | 3  | Островський Леонід Альфонсович     |
| ПЗ                      | 8  | Сабо Йожеф Йожефович               |
| ПЗ                      | 14 | Січінава Георгій Володимирович     |
| НП                      | 11 | Численко Ігор Леонідович           |
| НП                      | 18 | Банішевський Анатолій Андрійович   |
| НП                      | 19 | Малофєєв Едуард Васильович         |
| НП                      | 15 | Хусаїнов Галімзян Саліхович        |
| Головний тренер:        |    |                                    |
| Морозов Микола Петрович |    |                                    |

| ВР               | 1  | Лі Чхан Мьон     |
| ЗХ               | 2  | Пак Лі Соп       |
| ЗХ               | 3  | Сін Йон Кю       |
| ЗХ               | 5  | Лім Чжун Сон     |
| ЗХ               | 4  | Кан Бон Чхіль    |
| ПЗ               | 8  | Пак Син Чжін (к) |
| ПЗ               | 7  | Пак Ду Ік        |
| ПЗ               | 6  | Ім Син Хві       |
| НП               | 11 | Хан Бон Чжін     |
| НП               | 10 | Кан Рьон Ун      |
| НП               | 12 | Кім Син Іль      |
| Головний тренер: |    |                  |
| Мьон Ре Хьон     |    |                  |

### Італія — Чилі
Удруге поспіль жереб звів у фінальній частині чемпіонату світу в одній групі збірні Італії і Чилі. На відміну від сумнозвісної «Битви в Сантьяго» на попередній світовій першості, ця зустріч команд відбулася без бійок і особливих грубощів. Початок гри проходив за сценарієм італійців — спочатку удар Паоло Барізона захиснику чилійців вдалося винести лише з лінії ворот, а невдовзі той же Барізон не зміг переграти голкіпера Хуана Олівареса після виходу один-на-один. Утім в останньому епізоді першим на підбиранні виявився Сандро Маццола, який у підкаті спрямував м'яч у ворота чилійців. Повівши таким чиному у рахунку вже на 8-й хвилині гри, збірна Італії сконцентрувалася на захисті власних воріт. Навіть опинившись у більшості внаслідок вилучення Армандо Тобара після години гри, європейська команда не йшла великими силами в напад, задовільняючись мінімальною перевагою. Утім наприкінці гри Італія все ж подвоїла рахунок, коли на 88-й хвилині все той же Барізон вразив ворота суперників ударом у верхній кут з-поза меж карного майданчика.
| 13 липня 1966 19:30 UTC+1 |

| Італія                 | 2–0      | Чилі |
| ---------------------- | -------- | ---- |
| Маццола 8' Барізон 88' | Протокол |      |

| Рокер Парк, Сандерленд Глядачів: 27,199 Арбітр: Готтфрід Дінст (Швейцарія) |

| ВР               | 1  | Енріко Альбертозі     |
| ЗХ               | 5  | Тарчізіо Бурньїч      |
| ЗХ               | 6  | Джачінто Факкетті     |
| ЗХ               | 21 | Роберто Розато        |
| ЗХ               | 22 | Сандро Сальвадоре (к) |
| ПЗ               | 4  | Джакомо Бульгареллі   |
| ПЗ               | 13 | Джованні Лодетті      |
| НП               | 17 | Маріно Перані         |
| НП               | 14 | Сандро Маццола        |
| ПЗ               | 19 | Джанні Рівера         |
| НП               | 3  | Паоло Барізон         |
| Головний тренер: |    |                       |
| Едмондо Фаббрі   |    |                       |

| ВР               | 13 | Хуан Оліварес      |
| ЗХ               | 6  | Луїс Ейсагірре     |
| ЗХ               | 4  | Умберто Крус       |
| ЗХ               | 7  | Еліас Фігероа      |
| ЗХ               | 21 | Уго Вільянуева     |
| ПЗ               | 12 | Рубен Маркос       |
| ПЗ               | 14 | Ігнасіо Пр'єто     |
| НП               | 1  | Педро Арая Торо    |
| НП               | 8  | Альберто Фуїю      |
| НП               | 18 | Армандо Тобар      |
| НП               | 17 | Леонель Санчес (к) |
| Головний тренер: |    |                    |
| Луїс Аламос      |    |                    |

### Чилі — КНДР
Більшу частину матчу гру вели фаворити протистояння чилійці. Свою перевагу їм вдалося трансформувати у забитий гол лише на 26-й хвилині, коли Рубен Маркос реалізував ненальті, призначений за порушення правил з боку Пак Син Чжіна. Однак подальші атаки південноамериканців успіху не мали, а чим ближче до завершення гри, тим очевиднішою ставала перевага азійської команди у витравалості і фізичній підготовці. Північнокорейці влаштували штурм воріт чилійської збірної, який врешті-решт приніс результат на 88-й хвилині, коли м'яч після виносу чилійським захисником опинився у Пак Син Чжіна, який ударом з межі карного майданчика відновив рівновагу і встановив остаточний рахунок гри.
| 15 липня 1966 19:30 UTC+1 |

| Чилі              | 1–1      | Північна Корея   |
| ----------------- | -------- | ---------------- |
| Маркос 26' (пен.) | Протокол | Пак Син Чжін 88' |

| Ейрсом Парк, Мідлсбро Глядачів: 13,792 Арбітр: Алі Канділь (Об'єднана Арабська Республіка) |

| ВР               | 13 | Хуан Оліварес      |
| ЗХ               | 20 | Альберто Валентіні |
| ЗХ               | 4  | Умберто Крус       |
| ЗХ               | 7  | Еліас Фігероа      |
| ЗХ               | 21 | Уго Вільянуева     |
| ПЗ               | 12 | Рубен Маркос       |
| ПЗ               | 14 | Ігнасіо Пр'єто     |
| НП               | 1  | Педро Арая Торо    |
| НП               | 8  | Альберто Фуїю      |
| НП               | 11 | Оноріно Ланда      |
| НП               | 17 | Леонель Санчес (к) |
| Головний тренер: |    |                    |
| Луїс Аламос      |    |                    |

| ВР               | 1  | Лі Чхан Мьон     |
| ЗХ               | 2  | Пак Лі Соп       |
| ЗХ               | 3  | Сін Йон Кю       |
| ЗХ               | 5  | Лім Чжун Сон     |
| ЗХ               | 13 | О Юн Кьон        |
| ПЗ               | 8  | Пак Син Чжін (к) |
| ПЗ               | 7  | Пак Ду Ік        |
| ПЗ               | 6  | Ім Син Хві       |
| НП               | 11 | Хан Бон Чжін     |
| НП               | 16 | Лі Дон Ун        |
| НП               | 12 | Кім Син Іль      |
| Головний тренер: |    |                  |
| Мьон Ре Хьон     |    |                  |

### СРСР — Італія
Перед початком турніру саме команди СРСР та Італії вважалися фаворитами змагання у групі і підтвердили цей статус перемогами в іграх першого раунду. Тож в очній грі другого раунду жодна з команд не бажала ризикувати, і матч проходив за великим рахунком без моментів доки радянському нападнику Ігору Численку не вдався звільнитися від опіки Джачінто Факкетті і завдати точний удар у дальній верхній кут воріт італійців. Пропустивши гол, італійці активізувалися, створивши декілька моментів біля воріт збірної СРСР, найгостріший з яких завершився потужним ударом головою від Еціо Паскутті, який Льву Яшину вдалося відбити, зберігши таким чином мінімальну перевагу радянської команди.
| 16 липня 1966 15:00 UTC+1 |

| СРСР         | 1–0      | Італія |
| ------------ | -------- | ------ |
| Численко 57' | Протокол |        |

| Рокер Парк, Сандерленд Глядачів: 27,793 Арбітр: Рудольф Крайтляйн (ФРН) |

| ВР                      | 1  | Яшин Лев Іванович                  |
| ЗХ                      | 4  | Пономарьов Володимир Олексійович   |
| ЗХ                      | 6  | Шестерньов Альберт Олексійович (к) |
| ЗХ                      | 7  | Хурцилава Муртаз Калістратович     |
| ЗХ                      | 10 | Данилов Василь Савелійович         |
| ПЗ                      | 8  | Сабо Йожеф Йожефович               |
| ПЗ                      | 12 | Воронін Валерій Іванович           |
| НП                      | 11 | Численко Ігор Леонідович           |
| НП                      | 19 | Малофєєв Едуард Васильович         |
| НП                      | 18 | Банішевський Анатолій Андрійович   |
| НП                      | 15 | Хусаїнов Галімзян Саліхович        |
| Головний тренер:        |    |                                    |
| Морозов Микола Петрович |    |                                    |

| ВР               | 1  | Енріко Альбертозі     |
| ЗХ               | 5  | Тарчізіо Бурньїч      |
| ЗХ               | 21 | Роберто Розато        |
| SW               | 22 | Сандро Сальвадоре (к) |
| ЗХ               | 6  | Джачінто Факкетті     |
| ПЗ               | 13 | Джованні Лодетті      |
| ПЗ               | 12 | Джанфранко Леончіні   |
| НП               | 15 | Луїджі Мероні         |
| НП               | 14 | Сандро Маццола        |
| ПЗ               | 4  | Джакомо Бульгареллі   |
| НП               | 16 | Еціо Паскутті         |
| Головний тренер: |    |                       |
| Едмондо Фаббрі   |    |                       |

### КНДР — Італія
Фаворитом протистояння вважалася збірна Італії, якій до того ж було достатньо нічиєї аби вийти до стадії плей-оф. Утім азійці успішно захищалися, а на 34-й хвилині важку травму коліна отримав капітан італійців Джакомо Бульгареллі, що за відсутності права на заміну гравця залишило європейську команду у меншості. За вісім хвилин ситуація для італійців ще ускладнилася, коли Пак Ду Ік увірвався у їх карний майданчик і переграв Енріко Альбертозі, відкривши рахунок гри. Тепер дворазовим чемпіонам світу потрібно було забивати аби продовжити боротьбу на турнірі. Утім їх атакам бракувало гостроти, натомість по ходу другого тайму корейська команда мала низку можливостей збільшити свою перевагу, якими, однак, також не скористалася. Тож гра завершилася з мінімальною перевагою на користь футболістів з КНДР, і саме вони сенсаційно стали учасниками стадії плей-оф.
| 19 липня 1966 19:30 UTC+1 |

| Північна Корея | 1–0      | Італія |
| -------------- | -------- | ------ |
| Пак Ду Ік 42'  | Протокол |        |

| Ейрсом Парк, Мідлсбро Глядачів: 17,829 Арбітр: П'єр Швінте (Франція) |

| ВР               | 1  | Лі Чхан Мьон     |
| ЗХ               | 5  | Лім Чжун Сон     |
| ЗХ               | 3  | Сін Йон Кю       |
| ЗХ               | 14 | Ха Чжун Вон      |
| ЗХ               | 13 | О Юн Кьон        |
| ПЗ               | 8  | Пак Син Чжін (к) |
| ПЗ               | 7  | Пак Ду Ік        |
| ПЗ               | 6  | Ім Син Хві       |
| НП               | 11 | Хан Бон Чжін     |
| НП               | 17 | Кім Бон Хван     |
| НП               | 15 | Ян Син Кук       |
| Головний тренер: |    |                  |
| Мьон Ре Хьон     |    |                  |

| ВР               | 1  | Енріко Альбертозі       |
| ЗХ               | 11 | Спартако Ландіні        |
| ЗХ               | 8  | Арістіде Гварнері       |
| ЗХ               | 9  | Франческо Янич          |
| ЗХ               | 6  | Джачінто Факкетті       |
| ПЗ               | 4  | Джакомо Бульгареллі (к) |
| ПЗ               | 7  | Романо Фольї            |
| НП               | 17 | Маріно Перані           |
| НП               | 14 | Сандро Маццола          |
| ПЗ               | 19 | Джанні Рівера           |
| НП               | 3  | Паоло Барізон           |
| Головний тренер: |    |                         |
| Едмондо Фаббрі   |    |                         |

### СРСР — Чилі
Здобувши перемоги в обох попередніх іграх групового етапу, збірна СРСР гарантувала собі місце у чвертьфіналі, тож її тренерський штаб провів ротацію складу, випустивши на гру з чилійцями гравців, що до того були у запасі команди. Утім навіть резервний склад радянської збірної виявився не по силах південноамериканцям. Вже з 28-ї хвилини їм довелося відігруватися після гола Валерія Поркуяна, який зіграв на добиванні. Щоправда їм це вдалося вже за чотири хвилини завдяки голу Рубена Маркоса. Нічийний рахунок тримався до 85-ї хвилини, коли все тому ж Поркуяну вдалося перекинути Хуана Олівареса, принісши команді СРСР перемогу у третій грі поспіль. Дубль київського динамівця у цій грі, яка була його дебютом у збірній, змусив тренерів команди у подальшому надавати саме Поркуяну перевагу над московським спартаківцем Галімзяном Хусаїновим на позиції лівого флангового нападника в основному складі.
| 20 липня 1966 19:30 UTC+1 |

| СРСР             | 2–1      | Чилі       |
| ---------------- | -------- | ---------- |
| Поркуян 28', 85' | Протокол | Маркос 32' |

| Рокер Парк, Сандерленд Глядачів: 16,027 Арбітр: Джона Адаїр (Північна Ірландія) |

| ВР                      | 21 | Кавазашвілі Анзор Амберкович       |
| ЗХ                      | 9  | Гетманов Віктор Павлович           |
| ЗХ                      | 6  | Шестерньов Альберт Олексійович (к) |
| ЗХ                      | 13 | Корнєєв Олексій Олександрович      |
| ЗХ                      | 3  | Островський Леонід Альфонсович     |
| ПЗ                      | 12 | Воронін Валерій Іванович           |
| ПЗ                      | 5  | Афонін Валентин Іванович           |
| НП                      | 16 | Метревелі Слава Калістратович      |
| НП                      | 2  | Серебряніков Віктор Петрович       |
| НП                      | 20 | Маркаров Едуард Артемович          |
| НП                      | 17 | Поркуян Валерій Семенович          |
| Головний тренер:        |    |                                    |
| Морозов Микола Петрович |    |                                    |

| ВР               | 13 | Хуан Оліварес      |
| ЗХ               | 20 | Альберто Валентіні |
| ЗХ               | 4  | Умберто Крус       |
| ЗХ               | 7  | Еліас Фігероа      |
| ЗХ               | 21 | Уго Вільянуева     |
| ПЗ               | 12 | Рубен Маркос       |
| ПЗ               | 14 | Ігнасіо Пр'єто     |
| НП               | 1  | Педро Арая Торо    |
| НП               | 11 | Оноріно Ланда      |
| НП               | 22 | Гільєрмо Явар      |
| НП               | 17 | Леонель Санчес (к) |
| Головний тренер: |    |                    |
| Луїс Аламос      |    |                    |